# Esbach (Dörfles-Esbach)
Esbach ist ein Ortsteil der oberfränkischen Gemeinde Dörfles-Esbach im Landkreis Coburg.

## Geographie
Das Dorf liegt etwa fünf Kilometer nordöstlich von Coburg auf einem Lehmrücken nördlich des Itztales. Der Ort hat Gemeindeverbindungsstraßen nach Coburg, Unterlauter und Unterwohlsbach.

## Geschichte
Esbach wurde erstmals 1149 in einer Urkunde als „Espe maius“ (Groß-Espe) erwähnt. In dieser bestätigte der Würzburger Bischof Siegfried von Truhendingen, dass dem neugegründeten Kloster Mönchröden das Dorf durch Hermann Sterker, Burggraf von Meißen und seinen Bruder, den Grafen Sterker, übergeben wurde.
Die Flur Esbach umfasste 170 Hektar und war Lehen des Klosters Mönchröden. Es entwickelte sich das Siedlungsbild eines weiträumigen Weilers mit einer Blockflur bestehend aus vier Höfen und einer Vogtei. Besitzer des Österreicherhofs ist seit 1655 die Familie Morgenthum.
Esbach gehörte zum Kirchspiel Unterlauter und zur Zent Lauter sowie zum Amt Coburg. Im Dreißigjährigen Krieg brannten im Jahr 1632 kaiserliche Truppen den Ort nieder, der dann bis in die 1650er Jahre wüst lag.
1866 gab es fünf geschlossene Güter und acht Häuser die von 60 Einwohnern bewohnt wurden.

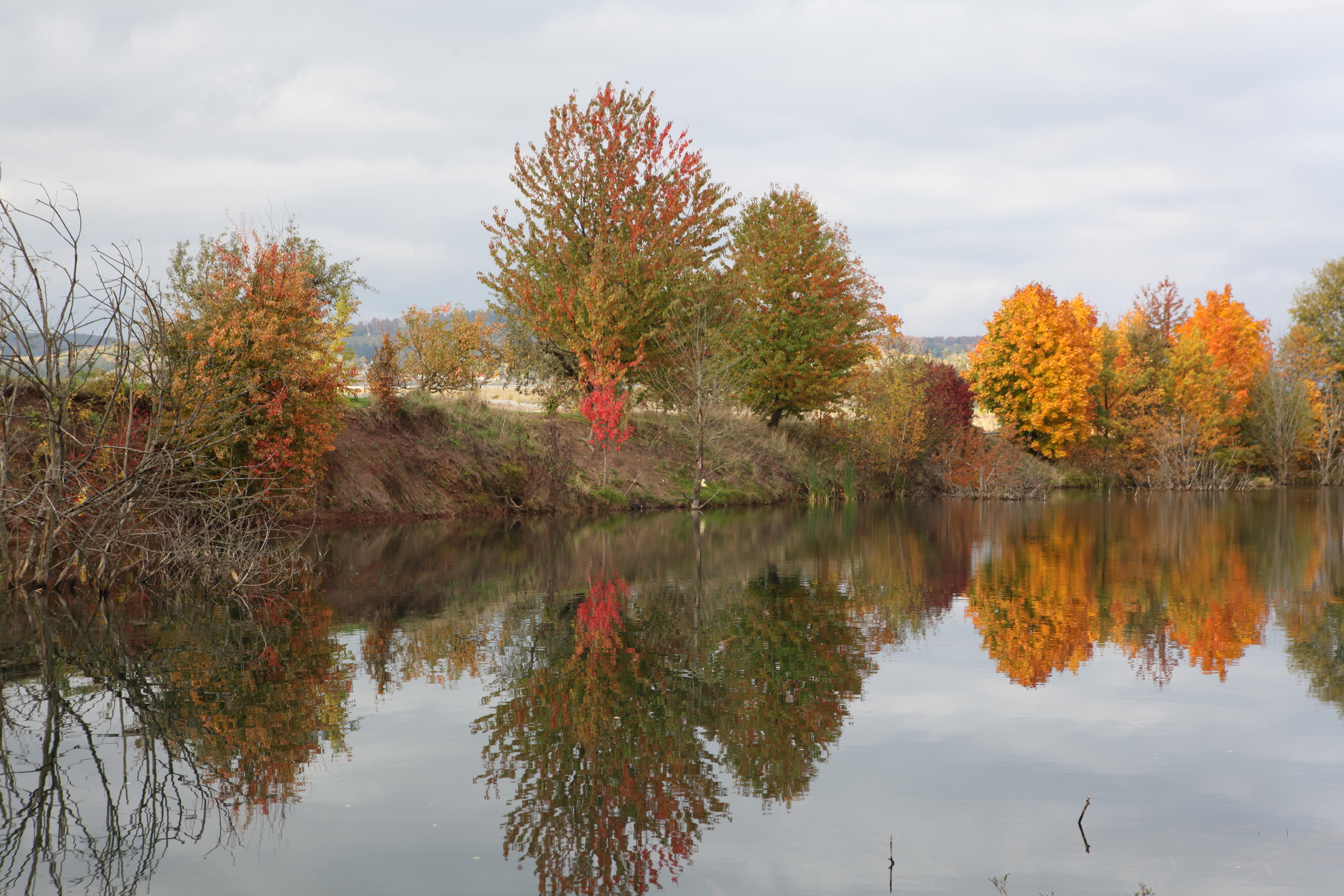
Esbacher See, ehemalige Tongrube

Das Poppengut mit 34,5 Hektar Fläche erwarb 1869 der Freiherr Benno von Gillhaußen. Zum Gut gehörte eine alte Ziegelei. Zwischen 1872 und 1875 baute von Gillhaußen den Betrieb zu einem der ersten Industriebetriebe im Coburger Land aus und verkaufte 1882 die Ziegelei an das Unternehmen Berghold. In den folgenden Jahrzehnten expandierte die Ziegelei, die ab 1896 als Aktiengesellschaft firmierte und 1929 in Konkurs ging. 1930 wurde das Werk versteigert und als Dampfziegelei Esbach GmbH weiterbetrieben. 1958 hatte das Werk 167 Beschäftigte. 1986 erfolgte die Einstellung der Produktion. Das Gut mit dem 1876 errichteten Schloss veräußerte von Gillhaußen 1886 an den herzoglichen Kammerherrn Freiherrn Wolff von Werthern.
Die Esbacher gingen viele Jahrhunderte nach Unterlauter zur Kirche und in die Schule. 1899 wurde eine gemeinsame Schule im benachbarten Dörfles bei Coburg eingeweiht. Im Ersten Weltkrieg fiel ein Esbacher Soldat.
Die US-amerikanischen Truppen rückten am 10. April 1945 gegen 11 Uhr in Esbach ein. 1954 wurde die Maschinenfabrik Reichenbacher gegründet. Bis 1958 hatten sich neben der Ziegelei mit 167 Beschäftigten sieben weitere Unternehmen mit zehn und mehr Arbeitnehmern angesiedelt. Die acht Firmen beschäftigten insgesamt 380 Mitarbeiter.
1957 trat die Gemeinde dem Zweckverband für die Wasserversorgung der Lautergrundgemeinden bei. Die Ringwasserversorgung wurde 1965 eingeweiht.
Am 30. Juli 1970 stimmten die Gemeinderäte für die Zusammenlegung mit Dörfles zum 1. Januar 1971.

## Einwohnerentwicklung
| Jahr | Einwohnerzahl |
| ---- | ------------- |
| 1866 | 66            |
| 1910 | 110           |
| 1933 | 121           |
| 1939 | 100           |
| 1946 | 200           |
| 1960 | 300           |
| 1970 | 561           |
| 2004 | 572           |